# Templul Coral din București
Templul Coral din București este o sinagogă a Comunității Evreilor din București, fiind cel mai mare lăcaș de cult mozaic din oraș. Edificiul a fost construit între anii 1864-1866, fiind renovat în 1932 și 1945. Este situat pe Strada  Sfânta Vineri nr. 9 din sectorul 3.
Templul Coral din București a fost inclus pe Lista monumentelor istorice 2010 - Municipiul București - la nr. crt. 1983, cod LMI B-II-m-A-19672.

## Istoric
Construirea templului s-a făcut la inițiativa lui Isaac Leib Weinberg, un evreu polonez din București, unul dintre liderii organizației „"Comunitatea Cultului Israelit Modern” din București. El a propus construirea unei sinagogi mari și impresionante cum aveau marile capitale ale Europei - Viena, Dresda sau Paris. Templul Coral este o replică a Sinagogii Tempelgasse din Viena, cunoscută și ca Templul din cartierul Leopoldstadt, construită în perioada 1855-1858 după planurile arhitectului austriac Ludwig Förster și distrusă de naziști în 1938.
Comunitatea Evreilor a cumpărat la 27 aprilie 1857 un teren în Mahalaua Stelei, de la Mihail R. Atanasiu, pentru 2.400 de galbeni. În același an s-a realizat prima variantă a proiectului de construcție, care prevedea ca templul să aibă trăsături gotice. Lucrările s-au desfășurat în timpul anilor de dispute între facțiunea ortodoxă tradiționalistă, condusă de șef-rabinul Meir Leibuș Malbim și facțiunea progresistă, condusă de medicul și omul de știință originar din Galiția, dr. Iuliu Barasch.
Lucrările efective au fost începute abia în anul 1864, la inițiativa Asociației pentru Construirea Templului, condusă de Iacob Loebel, șeful Băncii Otomane din București. Proiectul de construcție a fost realizat de arhitecții vienezi I. Enderle și Gustav Freiwald, edificiul urmând a fi realizat într-un stil "mauro-bizantin". La 21 iulie 1864 a fost pusă piatra de temelie, lucrările fiind aproape finalizate la începutul anului 1866, când s-au comandat la Budapesta sulurile Torei și alte lucruri necesare serviciului divin .
Inaugurarea templului a fost amânată din cauza incendierii clădirii de către naționaliștii români care protestau împotriva acordării cetățeniei române pentru evrei, care urma să facă parte din Constituția din 1866. La data de 18/30 iunie 1866, Guvernul a fost nevoit să retragă din proiectul Constituției articolul referitor la încetățenirea evreilor. Arhitectul Burelli a estimat pagubele produse lăcașului de cult la 209.369 de lei, iar la reparațiile efectuate a contribuit cu bani și domnitorul Carol I al României.
După renovarea sa, Templul a fost inaugurat la 6 iulie 1867 de către rabinul modern Antoine Lévy , la ceremonie participând reprezentanți ai guvernului și diplomați străini.
În decursul timpului, templul a suferit intervenții de restaurare care i-au modificat expresia arhitecturală. În anul 1892 au fost adăugați contraforți la exterior, iar în interior s-a construit cel de-al doilea nivel al galeriei. În anul 1932, s-au desfășurat lucrări de extindere, după planurile arhitecților Iuliu Leoneanu și Grigore Hirs, alături de inginerii C.I. Flachs și Maximilian Marcus. S-a construit o nouă aripă care avea la parter o sală de conferințe și festivități și o cameră a slujitorilor de cult, iar la etaj muzeu, arhiva și biblioteca. Tot în acei ani (1932-1934), s-au construit scări suplimentare spre balcoanele de la etajul I, s-a schimbat instalația de încălzire centrală și s-au înlocuit o serie de decorații degradate.
Afectat de cutremurul din 10 noiembrie 1940, templul a fost devastat de legionari în ianuarie 1941, necesitând lucrări de consolidare și reparații. Edificiul a fost complet renovat în 1945, sub coordonarea arh. Iuliu Leoneanu, cu materiale mai modeste.
Începând cu anul 2008, s-au desfășurat noi lucrări de consolidare, conservare și restaurare, după proiectul elaborat de arhitectul Niculae Vlădescu și inginerii Traian Popp și Florin Păune. Lucrările de intervenție constau în: consolidarea fundațiilor prin subturnări în ploturi armate, crearea unei centuri perimetrale din beton armat la nivelul cornișei, crearea prin cămășuiri a 4 tuburi de beton armat pe casa scărilor legate prin grinzi longitudinale de beton armat contravântuite, consolidarea masivelor de zidărie portantă prin refaceri, reteseri și injectare, consolidarea  șarpantei și refacerea învelitorii, restaurarea pardoselilor și a tâmplăriilor, restaurarea zugrăvelilor policrome, a vitraliilor și feroneriei, restaurarea mobilierului original și restaurarea elementelor decorative.
În lista sinagogilor din România publicată în lucrarea Seventy years of existence. Six hundred years of Jewish life in Romania. Forty years of partnership FEDROM – JOINT, editată de Federația Comunităților Evreiești din România în anul 2008, se preciza că Templul Coral din București era în funcțiune.
Templul Coral încă mai găzduiește servicii religioase, fiind una dintre cele mai frecventate sinagogi din oraș și din România. În fața templului a fost amplasat un monument în forma unei menore în memoria victimelor Holocaustului.
În decursul timpului, această sinagogă a fost vizitată de către Patriarhul Bisericii Ortodoxe Române, Justinian Marina, și de mulți lideri ai evreilor de pe mapamond, cum ar fi Moses Montefiore, Menachem Ussishkin, Zeev Jabotinski, Golda Meir, Menahem Begin, Itzhak Shamir, Shimon Peres, Itzhak Rabin, rabinii Shlomo Goren și Israel Meir Lau etc.

## Arhitectura templului
Templul Coral are subsol, parter și două etaje, având o suprafața construită a parterului de 647 m² și a subsolului, unde se află centrala termică, de 47 m². Dimensiunile edificiului sunt următoarele: lungime - 32 m, lățime - 14 m și înălțime - 32 m.
Fațada clădirii este fragmentată, fiind placată cu cărămizi în două culori. Portalul de intrare este în stil maur este încununat de o arcadă în plin cintru cu lambrechin. În registrul superior se află decorațiuni cu rozete. Cornișa este bogat decorată și se termină la colțuri cu 6 turnulețe pinaclu împodobite cu arce și colonete.
Interiorul este împărțit în trei nave (nava centrală acoperită de o boltă semicilindrică și navele laterale separete de arcade de nava centrală).

## Fotogalerie

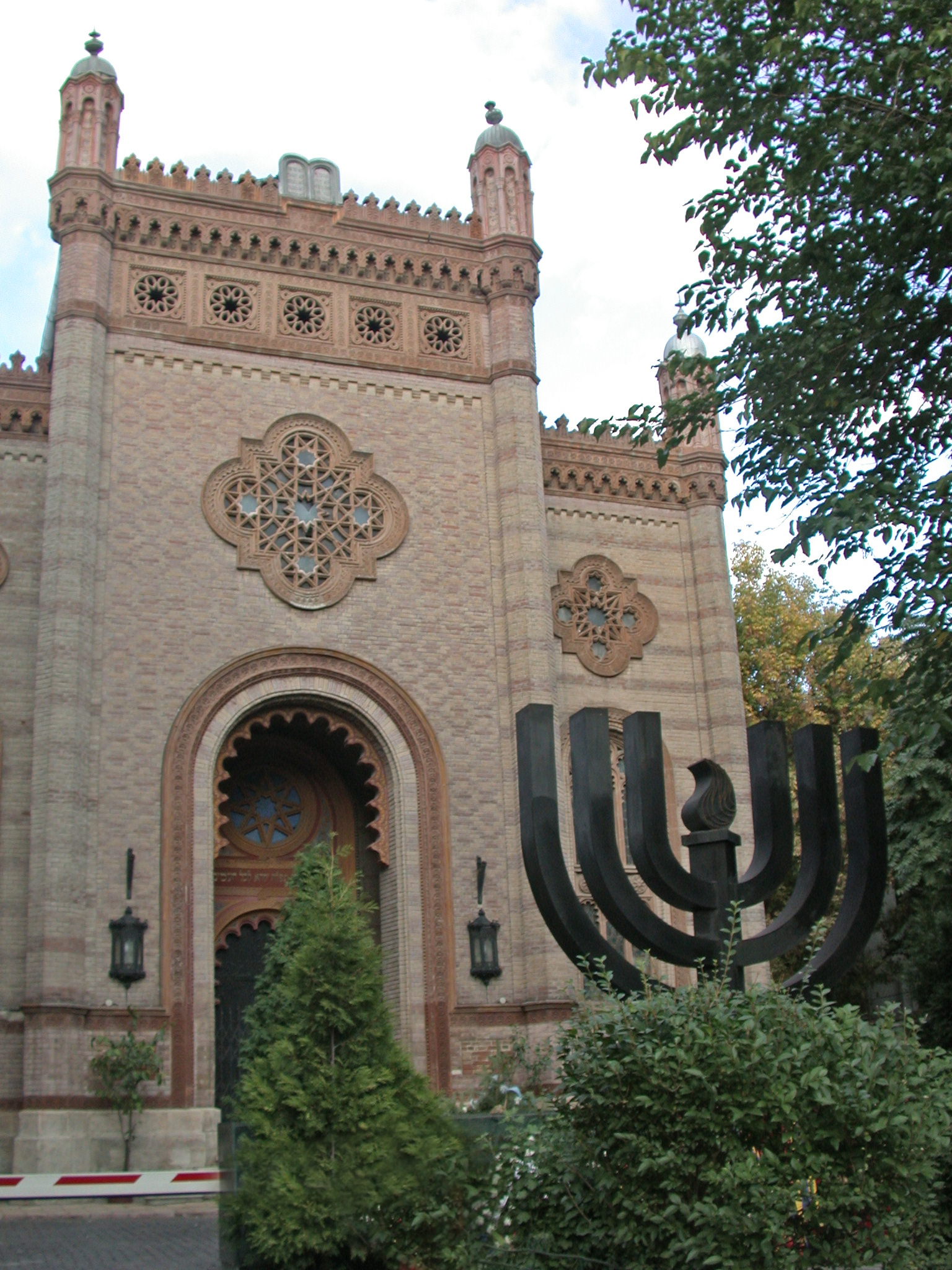
Fațada principală
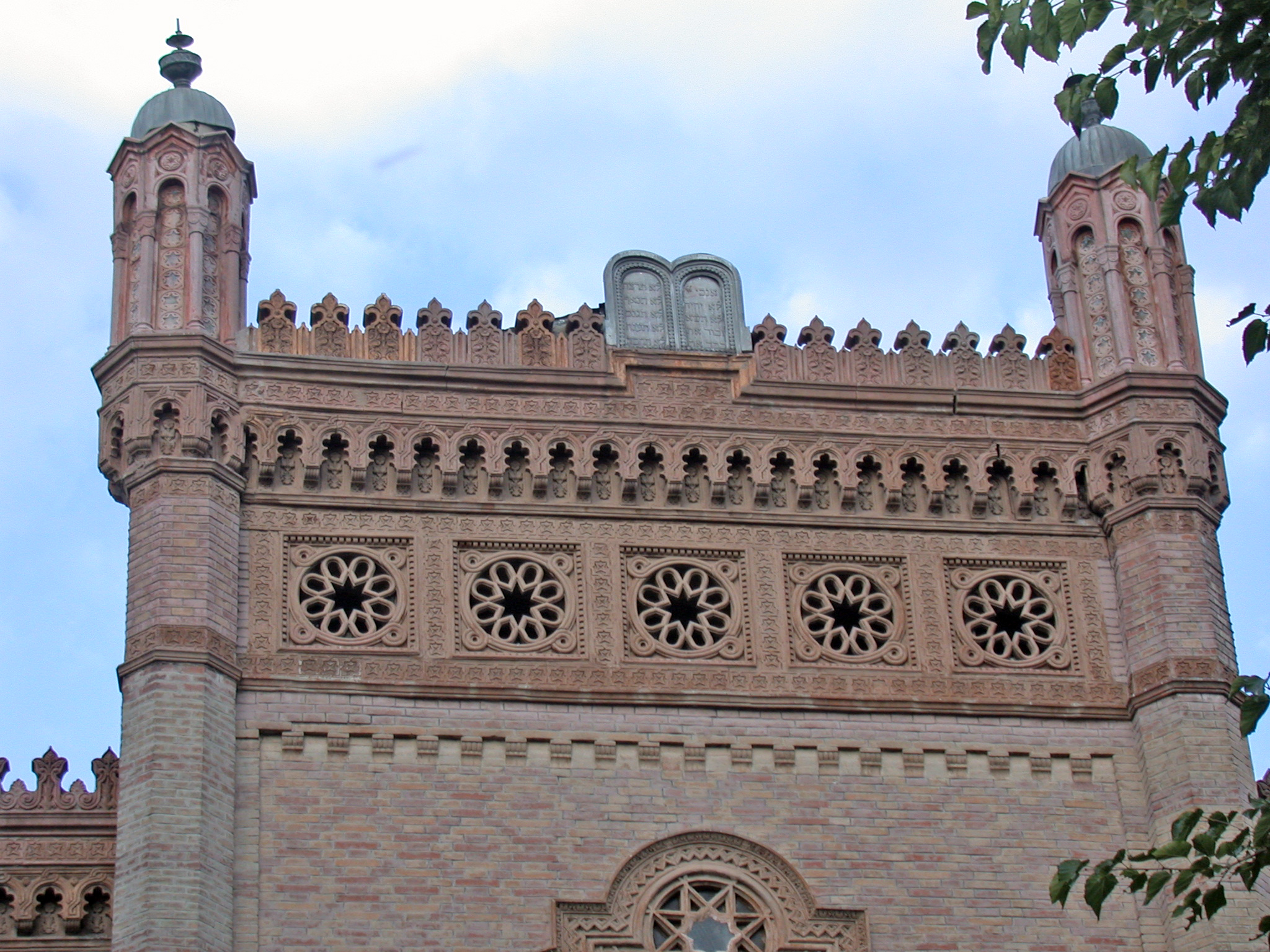
Registrul superior al fațadei principale
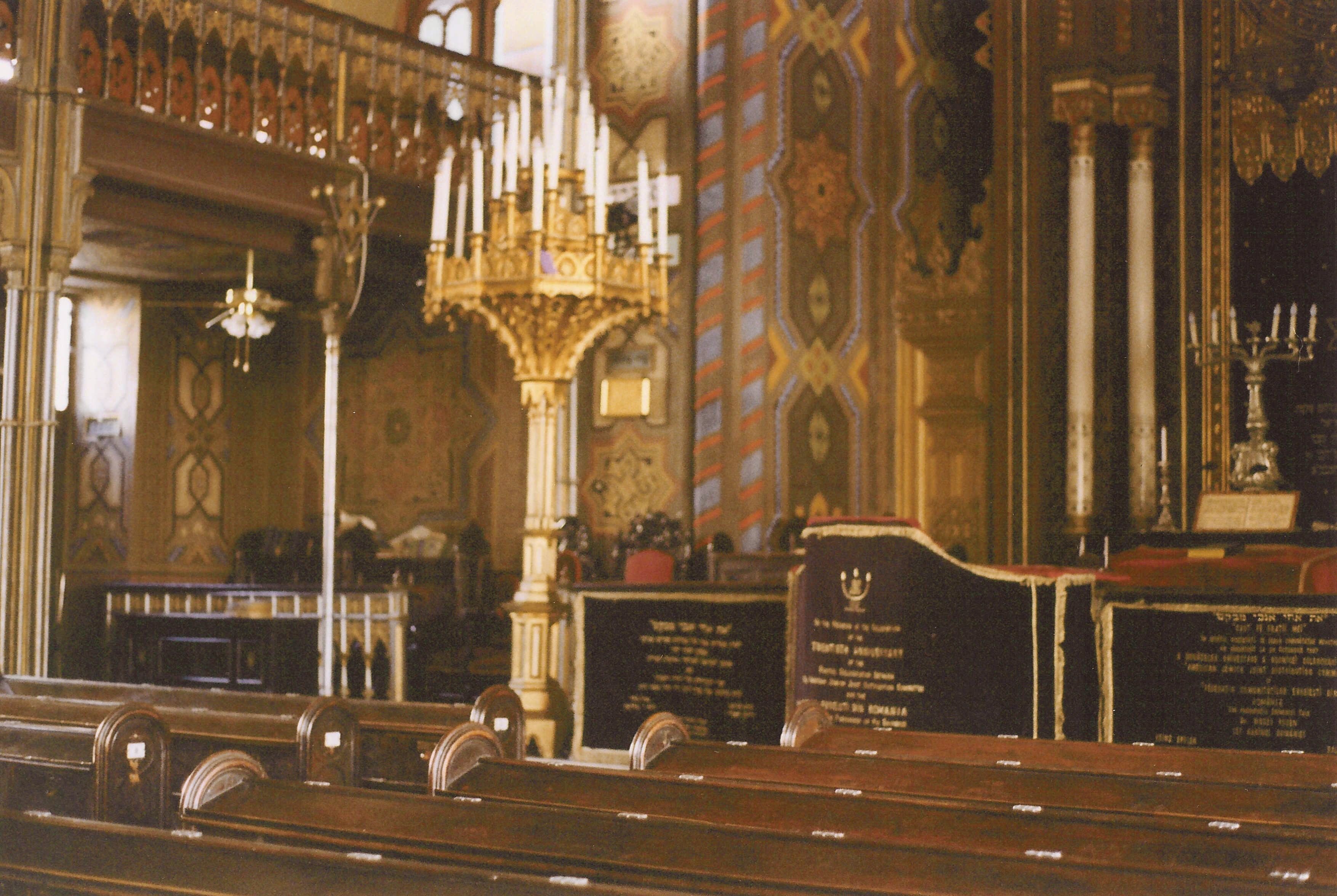
Sala principală de rugăciune
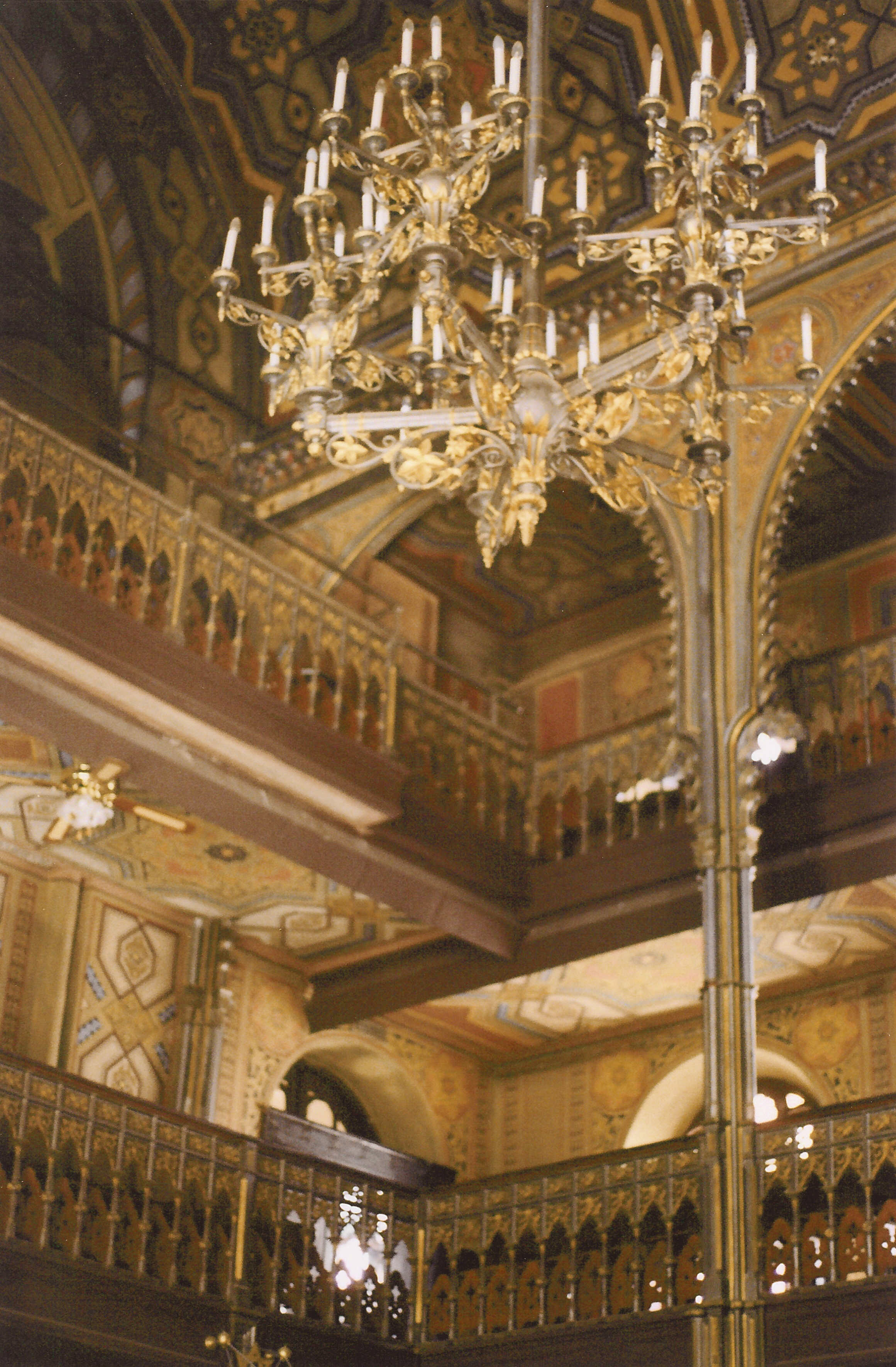
Sala principală de rugăciune
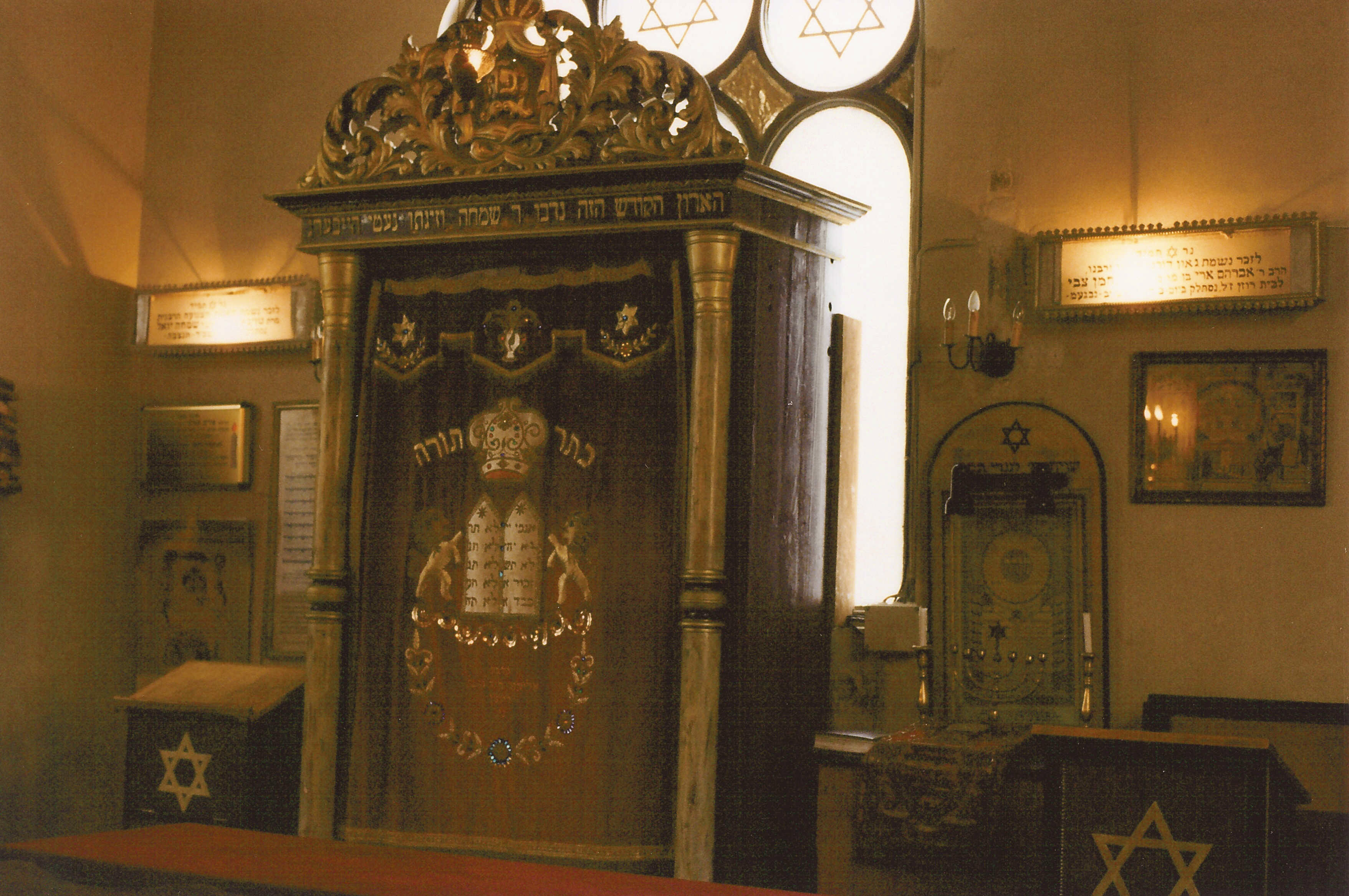
Sala mică, cu aron hakodeș
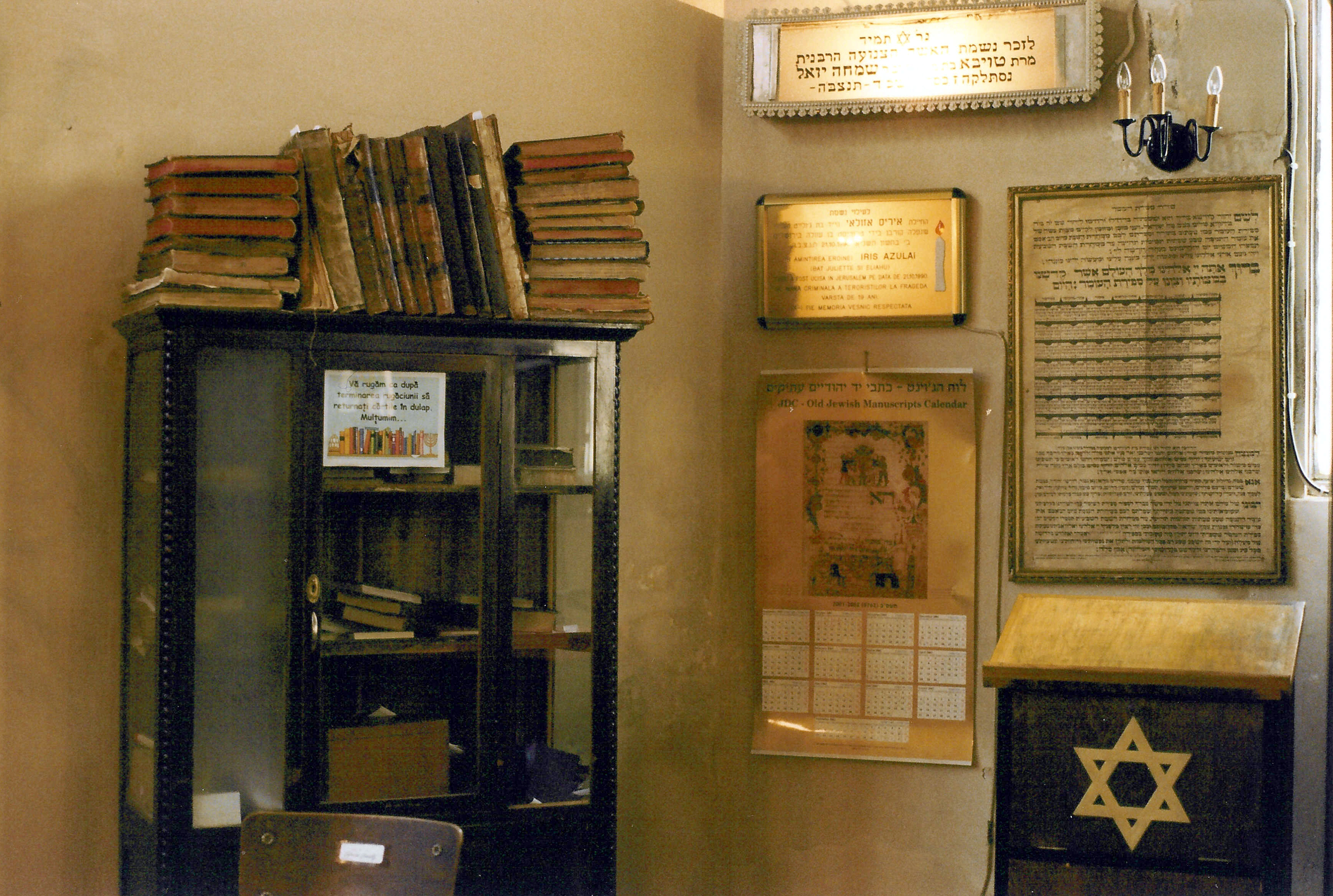
Sala mică